# برنارد دلکامپ
برنارد دلکامپ (انگلیسی: Bernard Delcampe; ۱۲ سپتامبر ۱۹۳۲ – ۸ ژانویهٔ ۲۰۱۳) بازیکن فوتبال اهل فرانسه بود.
از باشگاه‌هایی که در آن بازی کرده‌است می‌توان به باشگاه فوتبال تروا و باشگاه فوتبال استاد رنس اشاره کرد.